# Bhutanitis mansfieldi
Менсфилдов трорепи ластин репак (лат. Bhutanitis mansfieldi, енгл. Mansfield's three-tailed swallowtail) је инсект из реда лептира (лат. Lepidoptera) и породице једрилаца (лат. Papilionidae). 

## Распрострањење
Врста је присутна у следећим државама: Бутан и Кина.

## Угроженост
Подаци о распрострањености ове врсте су недовољни.